# انکه کونه
آنکه کونه (انگلیسی: Anke Kühne؛ زادهٔ ۲۸ فوریهٔ ۱۹۸۱) بازیکن هاکی روی چمن اهل آلمان است.